# تری‌متیل‌بوران
تری‌متیل‌بوران (به انگلیسی: Trimethylborane) با فرمول شیمیایی C3H9B یک ترکیب شیمیایی است. که جرم مولی آن 55.92 g/mol می‌باشد. شکل ظاهری این ترکیب، گاز بی‌رنگ یا مایع است.